# Villa Comunale
Villa Comunale je park u Napulju, južna Italija. Sagradio ga je 1780-ih kralj Ferdinand IV. (kasnije poznat kao Ferdinand I. od dviju Sicilija) na zemljištu iskorištenom uz obalu između glavnog dijela grada i male luke Mergellina. Park je izvorno bio "Kraljevski vrt", rezerviran za članove kraljevske obitelji, ali otvoren za javnost na posebne praznike kao što je Festival Piedigrotta. Park je za širu javnost trajno otvoren 1869. godine nakon ujedinjenja Italije.
U parku se nalazi akvarij Antona Dohrna, poznata znanstvena ustanova izgrađena 1870-ih. Obalna cesta, via Caracciolo, koja se sada nalazi između akvarija i mora, još je jedan noviji projekt rekultivacije dodan gradu 1900. kako bi se osigurala još jedna povezna cesta između grada i predgrađa na zapadu.
Park Villa Comunale proteže se više od 1 km kroz područje između brda Pizzofalcone i Posillipo i prati krivulju zaljeva od Piazza Vittoria do Piazza della Repubblica.

## Vanjske poveznice
|  | Zajednički poslužitelj ima još gradiva o temi Villa Comunale |